# O Salão Vermelho
O Salão Vermelho - em sueco Röda rummet - é um romance do escritor sueco August Strindberg, publicado em 1879 pela editora Seligmann em Estocolmo.

O romance é uma sátira social, cuja ação se desenrola em grande parte num salão frequentado por artistas e escritores, na Estocolmo dos fins do século XIX. A personagem principal – Arvid Falck – é um jovem anti-herói, desiludido com a sociedade da época.

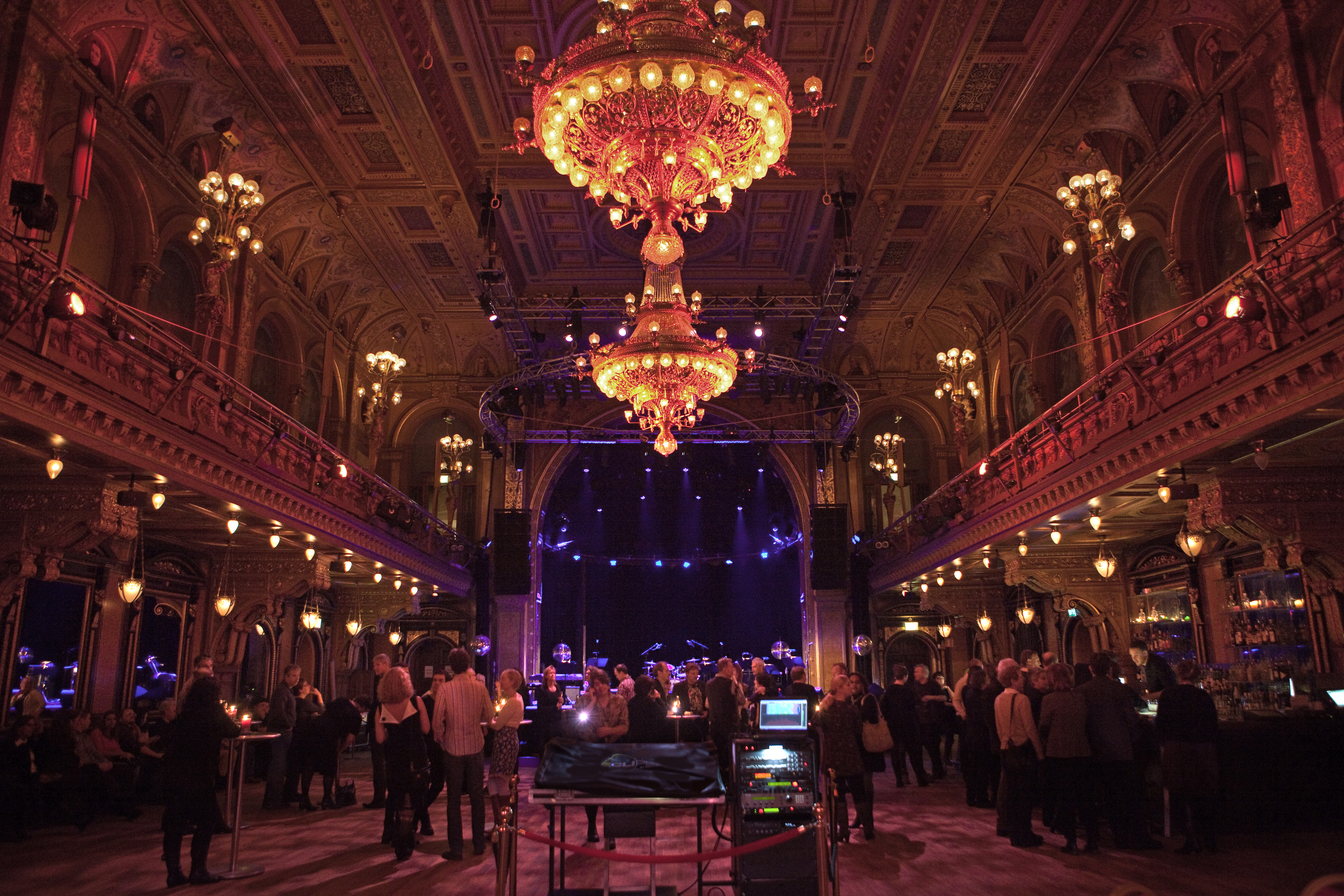
Os Berns salonger, onde ficava o Salão Vermelho (röda rummet), em 2011, um século depois dos tempos em que decorreu a ação do romance de Strindberg.